# Vlădeşti (Galaţi)
Vlădeşti é uma comuna romena localizada no distrito de Galaţi, na região de Moldávia. A comuna possui uma área de 61.05 km² e sua população era de 2096 habitantes segundo o censo de 2007.